# Kościół Wniebowzięcia Najświętszej Maryi Panny w Bierzgłowie
Kościół Wniebowzięcia Najświętszej Maryi Panny w Bierzgłowie – rzymskokatolicki kościół parafialny znajdujący się przy ulicy ks. Zientarskiego 20 w Bierzgłowie, miejscowości położonej w województwie kujawsko-pomorskim, powiecie toruńskim, gminie Łubianka w diecezji toruńskiej, dekanacie bierzgłowskim.

## Historia kościoła
Kościół murowany z początku XIV wieku, jeden z najstarszych kościołów wiejskich na terenie Ziemi Chełmińskiej, pierwotnie pod wezwaniem św. Wawrzyńca, obecnie od 2 połowy XVII wieku noszący wezwanie Wniebowzięcia Najświętszej Maryi Panny.

## Architektura
Budowla gotycka orientowana, zbudowana w przeważającej części z ciosanych kamieni polnych, z użyciem cegły w portalach, obramieniach okien, górnych partiach ścian i szczytach. Założony w rzucie poziomym na planie prostokąta, przykryty dwuspadowym dachem ceramicznym.
Szczyty schodkowe, artykułowane blendami i zwieńczone krenelażem: zachodni w najniższej strefie oryginalny, gotycki, wyżej nadbudowany w 1882 r. Szczyt wschodni w całości neogotycki z 1882 r., wzorowany na zachodnim.
Do wnętrza prowadzą dwa ostrołukowe, uskokowe portale o bogato profilowanych ościeżach: główny w fasadzie zachodniej oraz boczny po stronie południowej, ten ostatni przysłonięty dobudowaną w 1882 roku neogotycką kruchtą, przekształconą później na zakrystię. Trzy ostrołukowe otwory okienne znajdują się jedynie w elewacji południowej, a dwa mniejsze w zachodnim szczycie. Wnętrze nakryte jest kolebkowym, drewnianym stropem kasetonowym.

## Wnętrze kościoła
Głównymi elementami wyposażenia wnętrza kościoła są: bogato złocony barokowy ołtarz główny wraz z ustawionym na jego tle marmurowym wolnostojącym ołtarzem „posoborowym” oraz wykonanym w tym samym materiale pulpitem.
Ustawiony przed ołtarzem „posoborowym” metalowy krzyż jest posrebrzany i pozłacany, o formie barokowej, pochodzi prawdopodobnie z 2 połowy XVII wieku.
W centralnej części ołtarza głównego znajdują się:
- obraz Wniebowzięcie Najświętszej Maryi Panny (namalowany farbą olejną na płótnie w połowie XIX wieku i przypisywany jest chełmińskiemu malarzowi Antoniemu Piotrowiczowi),
- barokowy obraz Koronacja Maryi Panny (odkryty z zapomnienia przez obecnego proboszcza ks. dra Rajmunda Ponczka).

Z lewej strony ołtarza głównego znajduje się ołtarz boczny, klasycystyczny z połowy XIX wieku. W centralnej części ołtarza umieszczono obraz Matki Boskiej Szkaplerznej (z XIX wieku) oraz drugi mniejszy obraz w zwieńczeniu, przedstawiający Ostatnią Wieczerzę. Retabulum tego ołtarza składa się z niskiej predelli, flankowanej dwiema doryckimi kolumnami wspierającymi szerokie belkowanie, na którym osadzone prostokątne zwieńczenie. Po zewnętrznych stronach kolumn stoją rzeźby dwóch niezidentyfikowanych świętych. Skromny wystrój plastyczny ołtarza stanowią stylizowane ornamenty oraz dorobione podczas ostatniej konserwacji wąskie uszaki.
Boczny ołtarz Chrztu Pańskiego (znajdujący się po prawej stronie prezbiterium), datowany jest na II połowę XVII wieku, w późniejszym czasie kilkakrotnie przerabiany i uzupełniany elementami wystroju plastycznego. Ustawione na stole ołtarzowym retabulum tego ołtarza składa się z niskiej predelli, stojącej na niej zasadniczej szafy z mieszczącym się pośrodku w prostokątnym przekroju centralnym obrazem Chrztu Pańskiego. Dwie stojące po bokach obrazu doryckie kolumny wspierają osadzone na nich masywne belkowanie z ustawionym na nim zwieńczeniem, którego prostokątny wykrój wypełnia malowany na desce obraz Św. Kazimierza Królewicza. Całość wieńczy bogato ornamentowana gloria za okrągłym medalionem pośrodku. Po zewnętrznych stronach doryckich kolumn są ustawione rzeźby świętych apostołów Piotra i Pawła. O dokonywanych na przestrzeni czasu przy tym ołtarzu zmianach zaświadczają między innymi istniejące różne stylowo ornamenty, od wici roślinnej, ornament kampanula, mięsisty akant, kratkę regencyjną, aż po rocaille, których zakończenie stanowi wyrzeźbiony w 1734 roku na profilowanej ramie antependium.
Witraże o motywach eucharystycznych zostały wykonane przez Leona Jędrzejewskiego według projektu Mariana Dorawy w 2003 roku.
Na sklepieniu kościoła na belce w łuku tęczowym wisi, pochodzący zapewne z 2 połowy XVII wieku, barokowy krucyfiks.
Obok ołtarza Chrztu Pańskiego ustawiono barokową chrzcielnicę z połowy XVII wieku, o motywach ludowych, wyciosanej z jednego pnia drewna, składającej się z czworokątnej podstawy przechodzącej bezpośrednio w nodus wspierający asymetrycznie wyrzeźbioną czaszę, zamykaną bogato płaskorzeźbioną – jak całość elementu – przykrywą.
Na chórze znajdują się organy o neogotyckiej, frontowej oprawie szafy organowej i współczesnym jej wyposażeniu z końca XIX wieku, posiadającym trakturę mechaniczną i wiatrownicę mechaniczno-zasuwkową, z jedną klawiaturą ręczną. Niezbędnego powietrza do gry dla 6-rejestrowego zespołu dźwięku dostarcza nowszy miech pływakowy, uruchamiany cichobieżnym wentylatorem elektrycznym.
Strop drewniany jest kolebkowy ze 117 kasetonami, przykrywający wnętrze kościoła. Wykonano go w 1938 roku przez miejscowego stolarza Piotra Zakierskiego.
Całość wnętrza kościoła dopełniają liczne obrazy, chorągwie parafialne oraz 4 neogotyckie, XIX-wieczne mosiężne żyrandole, zwisające ze stropu kościoła.